# Станкевич, Афанасий Евлампиевич
Афана́сий Евла́мпиевич Станке́вич (3 (15) октября 1834—21 июля (2 августа) 1881) — генерал-майор русской императорской армии, участник Крымской войны, военный писатель.

## Биография
Родился 3 (15) октября 1834 года, происходил из дворян Смоленской губернии. Первоначальное образование он получил в 1-м Московском кадетском корпусе, откуда в качестве одного из отличнейших воспитанников с малой серебряной медалью был выпущен в 1853 году поручиком во Владимирский пехотный полк.
Не успел Станкевич ещё прибыть к месту своего служения, как наши войска, вследствие разрыва дипломатических сношений между Россией и Турцией, были приведены на военное положение, и Владимирский полк в начале 1854 года выступил из Москвы в Одессу. В сентябре месяце действующая русская армия сосредоточилась у устья Альмы, впадающей в Чёрное море. 8 сентября произошло первое столкновение между противниками, и Станкевич вместе со своим полком участвовал в нескольких, ставших знаменитыми, штыковых атаках, в одной из которых он был осколком гранаты ранен в обе ноги, но строя не покинул.
В следующие дни Станкевич участвовал: 12 сентября во фланговом движении русской армии из Севастополя к Бахчисараю, 13 октября — в Балаклавском сражении и во взятии штурмом неприятельских редутов и 24 октября — в Инкерманском сражении. 
Награждённый за боевые отличия орденом св. Анны 3-й степени с мечами, Станкевич после Севастопольской кампании служил некоторое время в рядах лейб-гвардии Волынского полка, а в 1857 году поступил в Николаевскую академию Генерального штаба и по окончании курса в 1859 г.был оставлен при ней для подготовки к профессорской деятельности. За выдающиеся успехи в области военной истории он ещё до получения кафедры был произведен в штабс-капитаны, а в 1861 г. в капитаны и перечислен в Генеральный штаб.
В этом же году Станкевич обнародовал свой первый труд: «Критический обзор кампании 1809 г.», написанный в качестве диссертации на звание профессора и найденный «по критическому анализу и изучению всех факторов войны» образцовым. В 1862 г. Станкевич был назначен профессором по кафедре военной истории. В преподавании этого предмета он оставил существовавшую до него традицию ограничивать курс, вследствие громоздкости материала, изложением только общего хода военных событий и оценкою тактических действий войск; как в своей диссертации, так и в своих лекциях он обращал внимание и на детали дела, с виду кажущиеся незначительными, но имеющие громадное значение в военных действиях — на устройство тыла, обеспечение войск продовольствием и боевыми припасами и прочее. Глубокое и детальное изучение предмета давало ему возможность строить верные и меткие выводы, и он вообще много способствовал рациональной постановке изучения военной истории.
Станкевич работал и на литературном поприще, как оригинальный писатель и как переводчик. Кроме того Станкевич собрал огромные материалы для истории турецкой кампании 1828 и 1829 гг., приступая к изучению которой, он счел необходимым познакомиться на месте с театром военных действий, объездил большую его часть и осмотрел места главнейших сражений. К сожалению эти материалы остались неизданными. Незадолго до своей смерти, он принял на себя обязанности редактора по дополнению и новому изданию «Военного энциклопедического лексикона».
В 1878 году был произведён в генерал-майоры и умер «от нервного удара» 21 июля (2 августа) 1881 года[уточнить] в Дивонне, на юге Франции. Похоронен на Митрофаниевском кладбище в Санкт-Петербурге с рано умершей женой.

## Избранная библиография

### Собственные сочинения
- Военная игра (разбор руководств к военной игре гг. Колодеева и Кузьминского) // «Военный сборник». — 1862. — № 7.
- Критический разбор кампании 1809 года. — СПб., 1861.

Кроме того, в 1871 г. за рецензию одного исторического сочинения получил от Академии Наук золотую Уваровскую медаль.

### Переводы
- Русильон В. Военные силы Северо-Американских штатов. Война за независимость союза 1861—65 гг. — СПб., 1868 (совместно с А. Н. Витмером)
- Дрепер. История Северо-Американской междоусобной войны. — СПб., 1872 (совместно с А. Н. Витмером)

### Редакторские и составительские работы
- Прусский Генеральный штаб. История войны 1866 года в Германии. Т. 1—2. Перевод с немецкого. — СПб., 1870 (редактор перевода)
- Австрийский Генеральный штаб. Борьба Австрии против Пруссии и Италии в 1866 г. // «Военная библиотека», т. IX, X, XI. СПб., 1873 (редактор перевода)
- Систематический перечень сочинений по разным отраслям военных знаний // «Военная библиотека», т. XIV. — СПб., 1873 (редактор-составитель)
- Вердю-де-Вернуа. Упражнения в искусстве вести войска. Перевод с немецкого А. К. Пузыревского. Вып. 1—4. — СПб., 1874 (редактор перевода)
- Рюстов. История пехоты. Перевод с немецкого А. К. Пузыревского // «Военная библиотека», т. XV, XVI. — СПб., 1876 (редактор перевода)

## Семья
Был женат на дочери М. И. Богдановича Анне (07.11.1843—12.02.1870). Их дети:
- Андрей (07.11.1868—?)
- Татьяна (30.01.1870—?)